# Daucus carota L. subsp. carota
La bufanaga, pastanaga salvatge o pastenaga borda és la planta silvestre a partir de la qual prové, per selecció, la pastanaga cultivada en totes les seves varietats. La planta silvestre se considera de la subespècie carota, per la qual cosa el seu nom científic és Daucus carota L. subsp. carota, a diferència de la planta cultivada, que simplement s'anomena Daucus carota L.
La planta silvestre presenta una rel poc desenvolupada i de color blanquinosa, cosa que la pot fer confondre amb una xirivia, puix que quasi no acumula carotens ni antocians, al contrari de la pastanaga taronja o la morada. Tampoc no s'utilitza com a aliment.